# Wojciech Skalmowski
Wojciech Jan Skalmowski (pseudoniemen Maciej Broński, M. Broński, Piotr Meynert; Poznań, 24 juni 1933 – Brussel, 18 juli 2008) was een Pools oriëntalist, literatuurwetenschapper, schrijver, essayist, publicist en literair criticus die werkte aan de Katholieke Universiteit Leuven.

## Biografie
Skalmowski werd geboren als zoon van de artsen Tadeusz Jan Skalmowski (1901-1978) en Helena Skalmowska (1894-1976). Tijdens de Tweede Wereldoorlog verbleef hij met zijn familie in Sędziszów, vlak bij het stadje Jędrzejów. Na de oorlog ging hij naar het Karol Marcinowski-gymnasium in Poznań en van 1951 tot 1956 studeerde hij oriëntalistiek aan de Jagiellonische Universiteit in Krakau. Hierna kreeg hij een beurs voor de Humboldtuniversiteit in Berlijn, waar hij de graad van doctor behaalde. Enkele jaren later behaalde hij een doctoraat aan de Jagiellonenuniversiteit en vanaf 1960 werkte hij daar op de leerstoel Algemene taalkunde. In de jaren ’50 en ’60 publiceerde hij in de wetenschappelijke tijdschriften “Folia Orientalia” en “Przegląd Orientalistyczny” (De Oriëntalistische Revue), en onder het pseudoniem Piotr Meynert schreef hij boekrecensies voor het tijdschrift “Tygodnik Powszechny” (Algemeen Weekblad).
In 1968 vertrok hij voor zijn studies Iraanse talen naar Iran maar na de gebeurtenissen van maart 1968 koos hij definitief voor het leven in ballingschap. Na een tussenstap in de Verenigde Staten (docent Iranistiek Harvard, 1969-1970) vestigde hij zich in België, waar hij o.a. hoogleraar werd aan de KU Leuven. Daar was hij verbonden aan de onderzoeksgroep iranistiek en was hij docent geschiedenis en cultuur van Polen bij de onderzoeksgroep slavistiek. Van 1975 tot 1998 was hij gewoon hoogleraar aan het departement Oosterse en Slavische studies.
Wojciech Skalmowski woonde in Brussel, en trouwde in 1970 met Barbara Broel-Plater.

## Oeuvre
Van 1968 tot 2000 publiceerde hij (onder de pseudoniemen Piotr Meynert, M. Broński en Maciej Broński ) talrijke boekrecensies, literaire vertalingen en essays in “Kultura”, een belangrijk literair-politiek tijdschrift van de Poolse emigratie in Parijs. Zijn bijdrage in het laatste nummer van dat tijdschrift (november 2000) behandelde een boek van Sławomir Mrożek: “Dziennik powrotu” (Dagboek van de terugkeer). Onder zijn publicistisch werk bevinden zich teksten die gewijd zijn aan Cyprian Kamil Norwid, Jarosław Iwaszkiewicz, Karol Irzykowski, Sławomir Mrożek, Teodor Parnicki, Leszek Kołakowski, Piotr Guzy, Adam Zagajewski, Kazimierz Brandys, Stafan Kisielewski, Raymond Aron, Vladimir Nabokov, Nadezjda Mandelstam, V.S. Naipaul, George Orwell, Roger Garaudy etc.
Van 1972 tot 1984 publiceerde Skalmowski in het katern “De Standaard der Letteren” van de Belgische krant De Standaard meer dan honderd recensies in het Nederlands. Hij vertaalde Poolse literatuur, zoals enkele fragmenten uit het oeuvre van Witold Gombrowicz naar het Frans in “La Quinzaine Littéraire” (1967). In de jaren ’80 werden zijn teksten in Polen gepubliceerd in talrijke clandestiene uitgaven zoals “Niezależna Oficyna Wydawnicza NOWA” (Onafhankelijk Uitgeversachterhuis NOWA), “Promieniści” (De stralenden), “Antyk” (De oudheid), “Przegląd Poznański” (Revue van Poznań) en “Kultura Niezależna” (Onafhankelijke cultuur). Daarenboven publiceerde hij ook nog in "Le Monde diplomatique", “Puls”  en “Tygodnik Powszechny”. Na 1989 publiceerde hij artikels in de literaire tijdschriften “Teksty Drugie” (Tweede teksten), “Arkusz” (Het papiervel) en het Krakause maandblad “Znak” (Het teken). In 1998 ging hij op emeritaat. In 2007 verscheen in Krakau zijn verzamelde correspondentie met auteur Sławomir Mrożek die duurde van 1970 tot 2003.
Als academicus was hij de auteur van ongeveer 70 wetenschappelijke publicaties over Iraanse talen, Perzische en Poolse literatuur en algemene taalwetenschap.

### Iranistiek
Als linguïst stonden etymologie en grammatica centraal in veel van zijn academische studies over Perzische talen, die moeten gezien worden als zijn hoofdwerk. Maar Skalmowski had als wetenschapper ook een krachtige creatieve kant zoals blijkt uit zijn gewaagde en meest ophefmakende artikel “Wheel within Wheel” (Middle Iranian Studies, OLA 16, 1984, blz. 269 - 311) over de Middel-Perzische scheppingsmythe Bundahišn. Daarin probeerde hij aan te tonen dat deze zoroastrische mythe over het ontstaan van de wereld eigenlijk een complexe allegorische beschrijving was van het spijsverteringsstelsel. Volgens hem "projecteerde de mythe de micro-gebeurtenissen van de digestieve cyclus op het macro-niveau van de wereldgeschiedenis. Het menselijk lichaam is het universum, zijn anatomische onderdelen elementen van een mythische omgeving die geografische monumenten en fabelachtige wezens omvat, en de opeenvolgende stages van het verteerde voedsel vertegenwoordigen de mensheid belichaamd in de personages van helden en heersers."
Hij verklaarde de mythe vanuit drie gezichtspunten: tijd, omgeving, en acties. 
1. Tijd: voortdurend wordt de link gelegd met het tijdsverloop in de mythe en hun correlatie met de duur van opeenvolgende verteringsprocessen in het lichaam.
2. Omgeving: bergen in het fantastische landschap van de mythe vertegenwoordigen bijvoorbeeld beenderen, rivieren de aders, en zeeën de organen beschermd door membranen.
3. Actie: bv. het bovennatuurlijke wezen Tištar (lett. 'de maker van regen') is eigenlijk een soort ster die het weer regelt en fungeert als allegorie voor de speekselklieren.

Wat Skalmowski's verklaring rond deze drie invalshoeken zo krachtig maakt, is niet alleen de kracht van de verklarende analyse, maar tevens hoe hij vele kleine details van de mythe past in de kleine details van de menselijke spijsvertering. Tištar bijvoorbeeld, de God die het dertig dagen laat regenen na de aanval van de boze krachten (i.c. het voedsel dat de mond binnenkomt) waarmee de mythe start, verandert na de aanval voortdurend in drie vormen (mens, paard en stier): volgens Skalmowski een verwijzing naar de aanwezigheid van drie speekselklieren in het menselijk lichaam. Evenzeer typerend is hoe hij de onderlinge samenhang kracht bijzet met de etymologische betekenis van de Middel-Perzische termen uit de mythe, al gaf hij later toe niet meer achter alle etymologieën te staan.
Dit verborgen discours van de scheppingsmythe Bundahišn had volgens hem hoofdzakelijk een pedagogische functie. Het diende als selectiemechanisme voor de leidende klasse en als geestelijke training in kritisch en creatief denken. In een pre-wetenschappelijk tijdperk zonder handboeken was waarschijnlijk de taal zelf een bron van reflectie en oefening. Kennis van spijsverteringsstelsel en anatomie kon door de eeuwen zijn opgedaan door dissectie op dieren en rituele offers op mensen.

### Prijzen en onderscheidingen
- 1977: Kościelski-prijs
- 1977: Kultura-prijs (Parijs)
- 1989: Zygmunt Hertz-prijs (Kultura, Parijs)
- 1998: Prijs van de Jurzykowski-stichting (New York)
- Officier in de Orde van Leopold II (België)
- 2004: Commandeur in de Orde van Verdienste van de Republiek Polen
- 1990-2008: lid van de Vereniging van Poolse Schrijvers (Poznań)